# Marcgravia longifolia
Marcgravia longifolia là một loài thực vật có hoa trong họ Marcgraviaceae. Loài này được J.F. Macbr. mô tả khoa học đầu tiên năm 1934.